# Сиаргао
Сиаргао — небольшой филиппинский остров, входящий в островную группу Минданао. Расположен в 800 км к юго-востоку от Манилы.
Административно относится к провинции Северный Суригао. Делится на муниципалитеты Бургос, Дапа, Дель Кармен, Генерал Луна, Сан Бенито, Пилар, Сан Исидро и Санта Моника.
Площадь Сиаргао — 416,1 км².

## Сёрфинг
У берега Сиаргао находится известнейший на Филиппинах сёрф-спот «Cloud 9», где проводятся ежегодные соревнования по сёрфингу на Кубок Сиаргао.